# Rencontre au Kenya
Pour plus de détails, voir Fiche technique et Distribution.
Rencontre au Kenya (Nor the Moon by Night) est un film britannique réalisé par Ken Annakin, sorti en 1958.

## Synopsis
Andrew Miller est gardien dans un parc animalier en Afrique. Cela fait des années qu'il correspond avec Alice Lang, restée au chevet de sa mère en Angleterre, sans l'avoir jamais rencontrée. À la mort de sa mère, Alice se rend en Afrique pour épouser Andrew. Malheureusement, Andrew se voit obligé de partir en expédition dans le bush, et c'est son frère Rusty qui accueille la jeune femme. Lorsqu'Andrew, grièvement blessé par des lions, arrive enfin, est tombé amoureuse de Rusty. 
Thea, la fille d'un braconnier, est profondément amoureuse d'Andrew, elle se dispute avec Alice et fait ses valises pour partir. Andrew, réalisant que c'est elle qu'il aime, emmène Thea vivre avec lui.

## Fiche technique
- Titre original : Nor the Moon by Night
- Titre français : Rencontre au Kenya
- Titre américain : Elephant Gun
- Réalisation : Ken Annakin
- Assistant réalisateur : Bert Batt
- Scénario : Guy Elmes, d'après le roman Nor the Moon by Night de Joy Packer, Editions Eyre and Spottiswoode, Londrs, 1957, 288 p.
- Direction artistique : John Howell
- Décors : Vernon Dixon
- Costumes : Joan Ellacott
- Photographie : Harry Waxman
- Cameraman : Dudley Lovell
- Son : Dudley Messenger, Bill Daniels
- Montage : Alfred Roome
- Musique : James Bernard
- Directeur musical : John Hollingsworth
- Production exécutive : Earl St. John
- Production : John Stafford
- Société de production : Rank Film Productions
- Société de distribution : Rank Film Distributors
- Pays d'origine :  Royaume-Uni
- Langue originale : anglais
- Format : couleur (Eastmancolor) — 35 mm — son mono
- Genre : drame
- Durée : 90 minutes
- Dates et lieux de tournage : du 23 novembre 1957 à avril 1958 aux Pinewood Studios et en extérieurs en Afrique du Sud (Kruger National Park, Valley of a Thousand Hills)
- Dates de sortie : 
  - Royaume-Uni : 7 août 1958
  - France : 2 février 1962

## Distribution
- Belinda Lee : Alice Lang
- Michael Craig : Rusty Miller
- Patrick McGoohan : Andrew Miller
- Anna Gaylor : Thea Boryslawski
- Eric Pohlmann : Anton Boryslawski
- Pamela Stirling : Christina Boryslawski
- Lionel Ngakane : Nimrod
- Joan Brickhill : Harriet Carver
- Ben Heydenrych : Sergent Van Wyck
- Alfred Kumalo : Chef Grand Éléphant
- Doreen Hlantie : Oasis
- John Withers : Sandy
- Ken Oelofse : Jan
- Gordon MacPherson : Tom